# Licco Amar
Licco Amar (Budapest, 4 de desembre de 1891 - Friburg de Brisgòvia, 19 de juliol de 1959) fou un violinista hongarès.

## Biografia
Licco Amar fou fill del comerciant macedoni Michael Amar i de Regina Strakosch. Va estudiar amb Emil Baré a l'Acadèmia de Música de la seva ciutat natal i va marxar el 1911 a Berlín per a estudiar a la Universitat de les Belles Arts amb Henri Marteau. De 1912 a 1924 Marteau el va incorporar com a segon violinista al seu quartet de cordes, al qual va tocar també el violoncel·lista Hugo Becker. El 1912 Amar va rebre el premi Mendelssohn. De 1916 a 1920 va ser el concertino de l'Orquestra Filharmònica de Berlín. Entre 1920 i 1923 va tocar al Teatre Nacional de Mannheim. Al seu quartet de corda, fundat el 1922 i dissolt el 1929, sota el nom de Quartet Amar, hi van prendre part Paul Hindemith com a violista, Walter Kaspar, Rudolf Hindemith i Maurits Frank. Van estrenar diverses composicions de Hindemith, va obtenir diverses estrenes mundials al Festival de Donaueschingen. Hindemith li va dedicar la seva sonata Op. 31,1. També va promocionar el compositor Erich Walter Sternberg. En 1925 es va casar amb Emmy Matterstock.
Després de l'arribada al poder dels nacionalsocialistes, el 1933, no va poder treballar més a Alemanya per motius racistes i va emigrar a França i d'allà a Turquia el 1934, on des de 1935 va poder ensenyar i ho va fer al llarg de vint anys al Conservatori d'Ankara. El 1957 va ser cridat per l'Escola de Música de Friburg de Brisgòvia.